# Turbinaria reniformis
Turbinaria reniformis is een rifkoralensoort uit de familie van de Dendrophylliidae. De wetenschappelijke naam van de soort is voor het eerst geldig gepubliceerd in 1896 door Bernard.